# Kang Yue
Kang Yue (chiń. 康月; ur. 8 października 1991) – chińska sztangistka, wicemistrzyni świata.
Największym sukcesem zawodniczki jest srebrny medal mistrzostw świata w Antalyi w 2010 roku w kategorii do 69 kilogramów.